# DB 218 sorozat
A DB 218 sorozat egy német dízelmozdony-sorozat. A Krupp művek gyártották 1968-ban, majd 1971 és 1979 között a DB számára.
A sorozat egy példányának a teljes hajtásrendszere Lokwelt Freilassingban van kiállítva.

## Magyarországi alkalmazása
2006-ban a MÁV kérésére Németországból érkezett két DB 218 mozdony két negyedik generációs Bombardier emeletes kocsival és egy hozzájuk való vezérlőkocsival Magyarországra. Három hétig járták az országot, többek között eljutottak Szegedre és Miskolcra.

## Képek

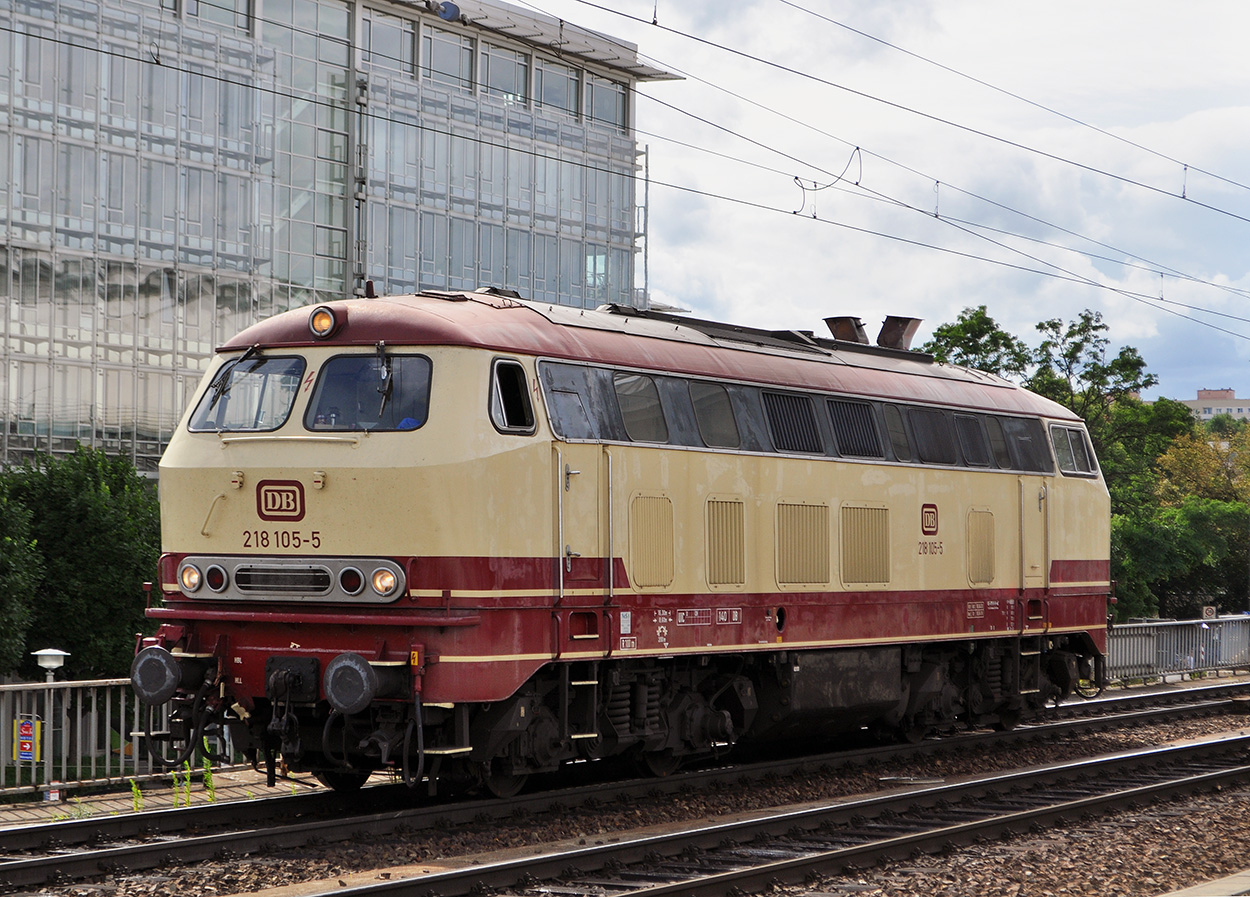
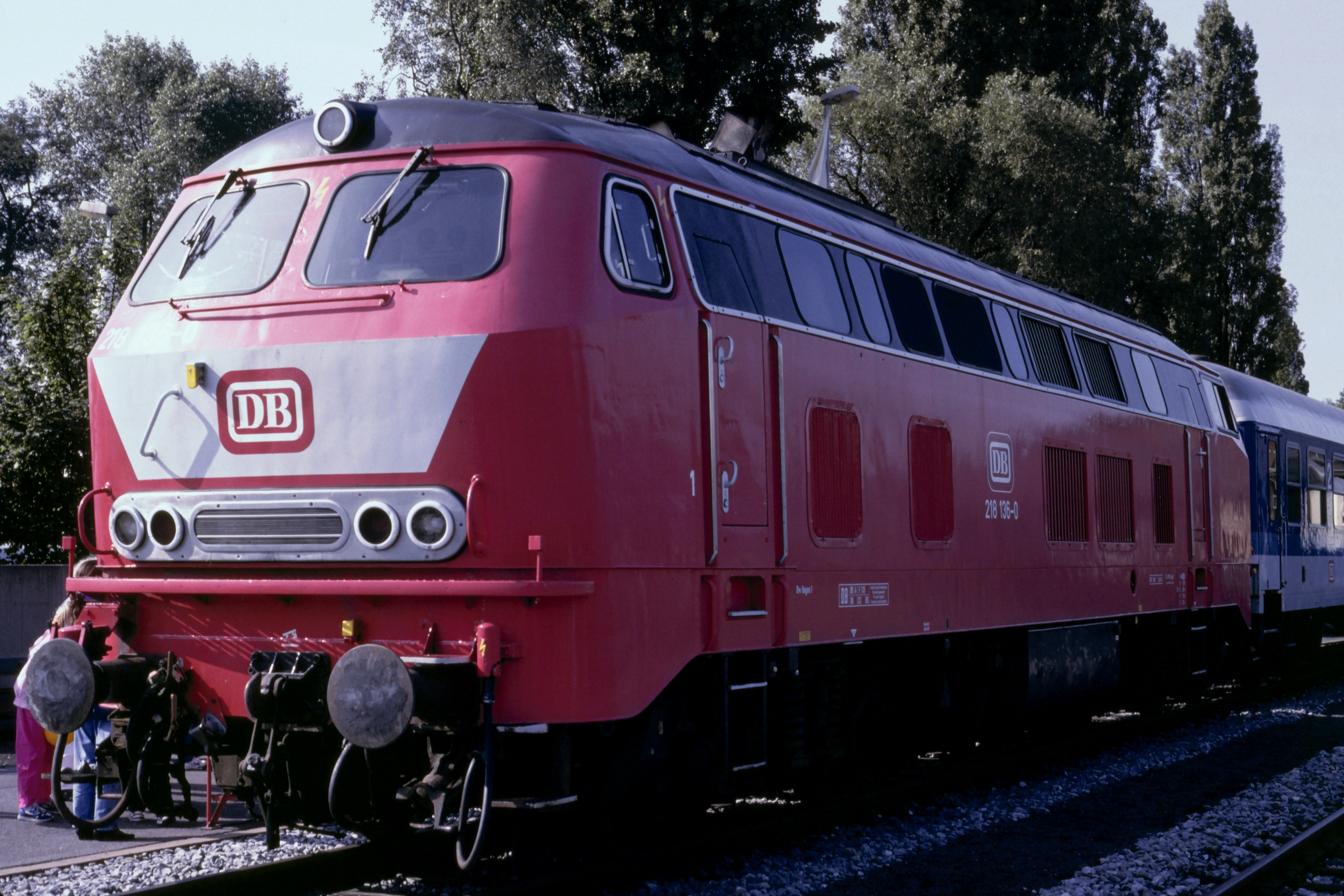
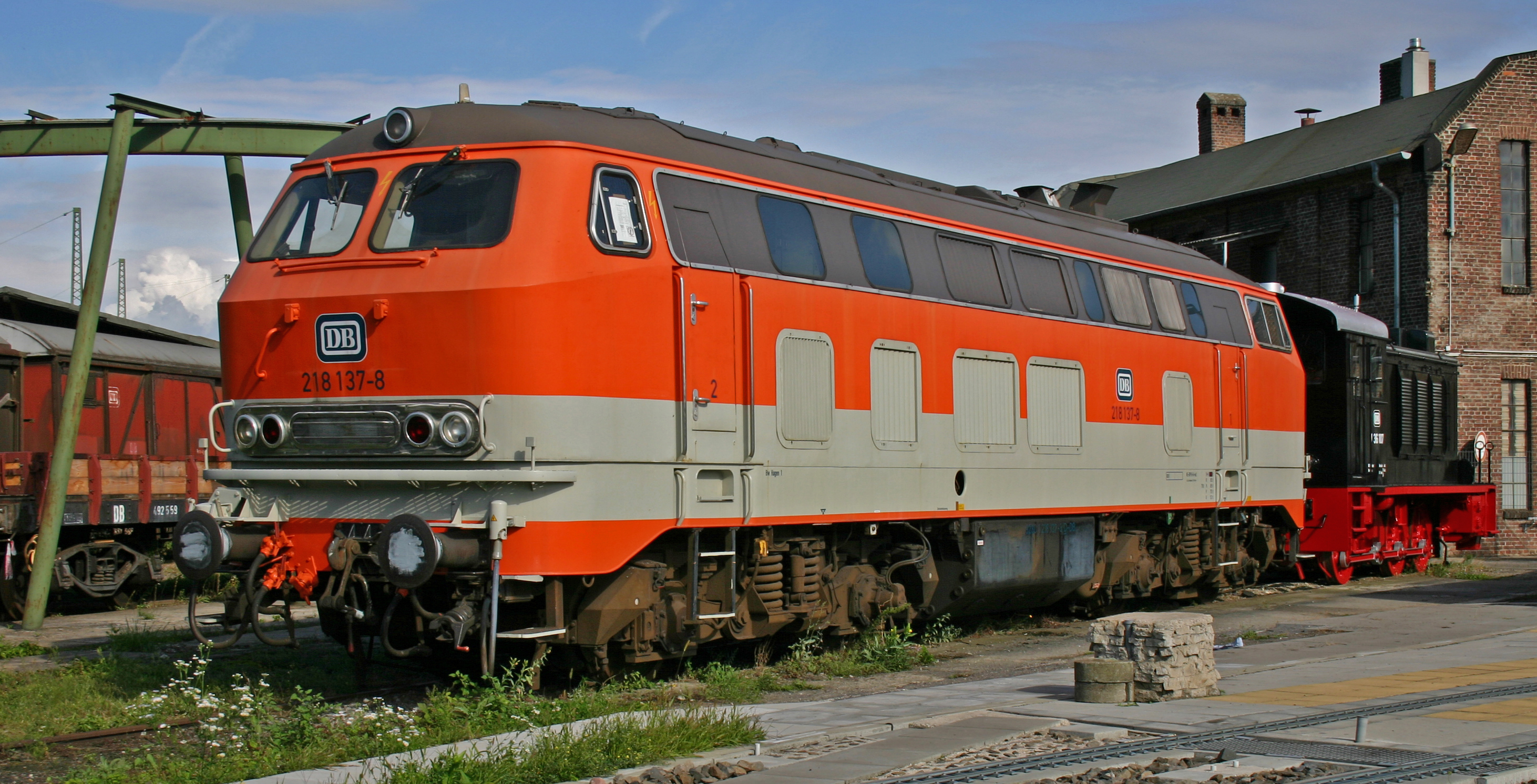
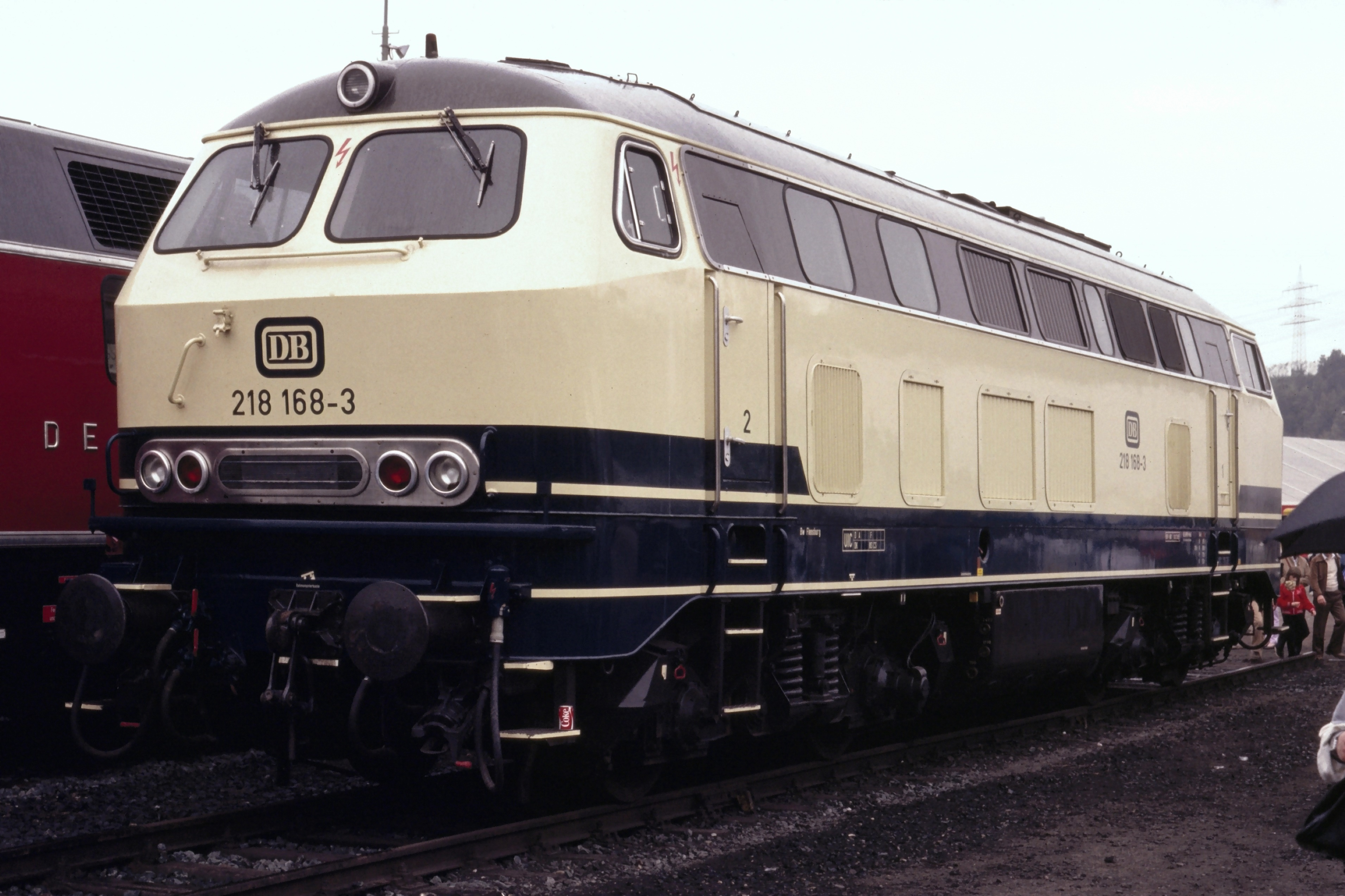
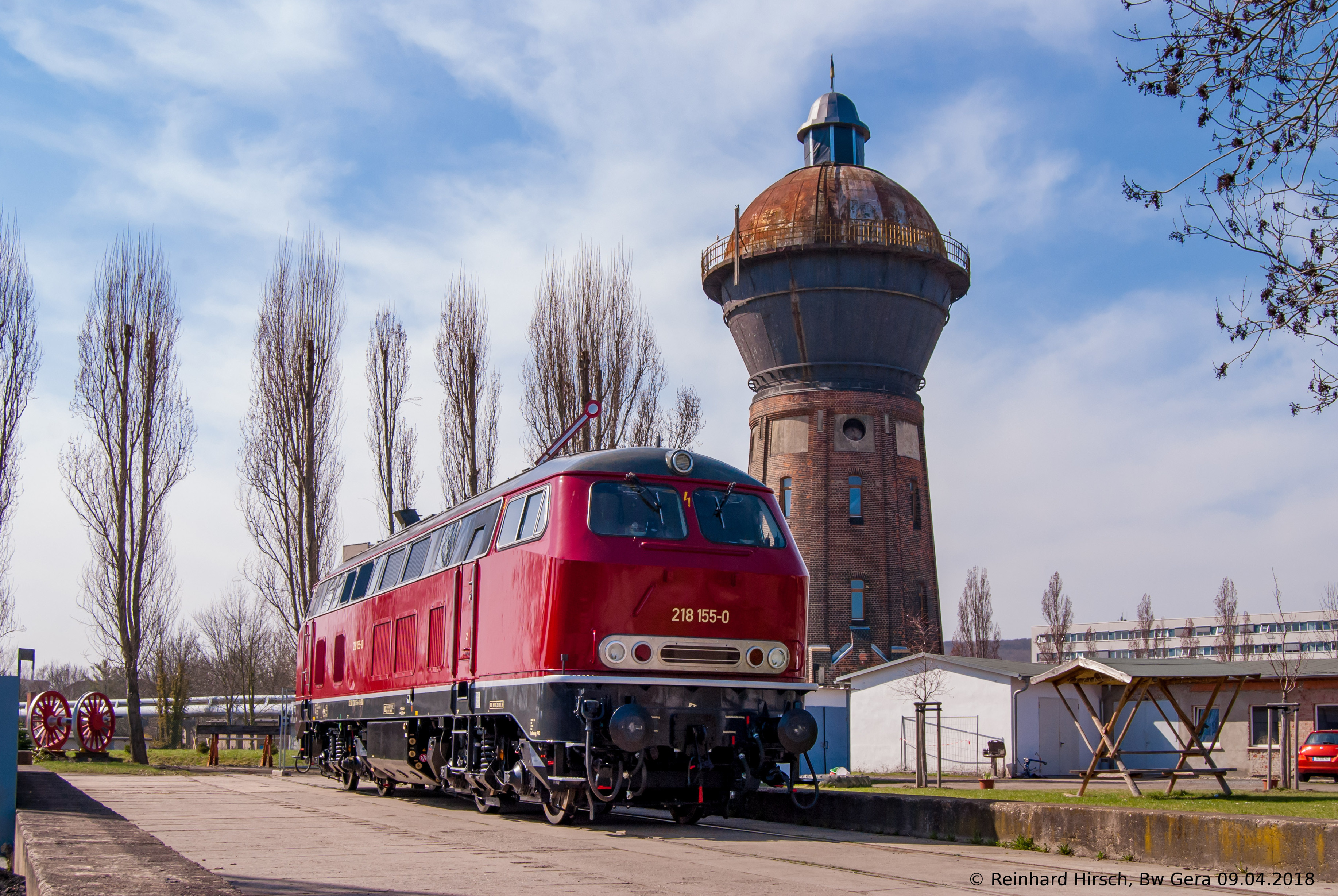
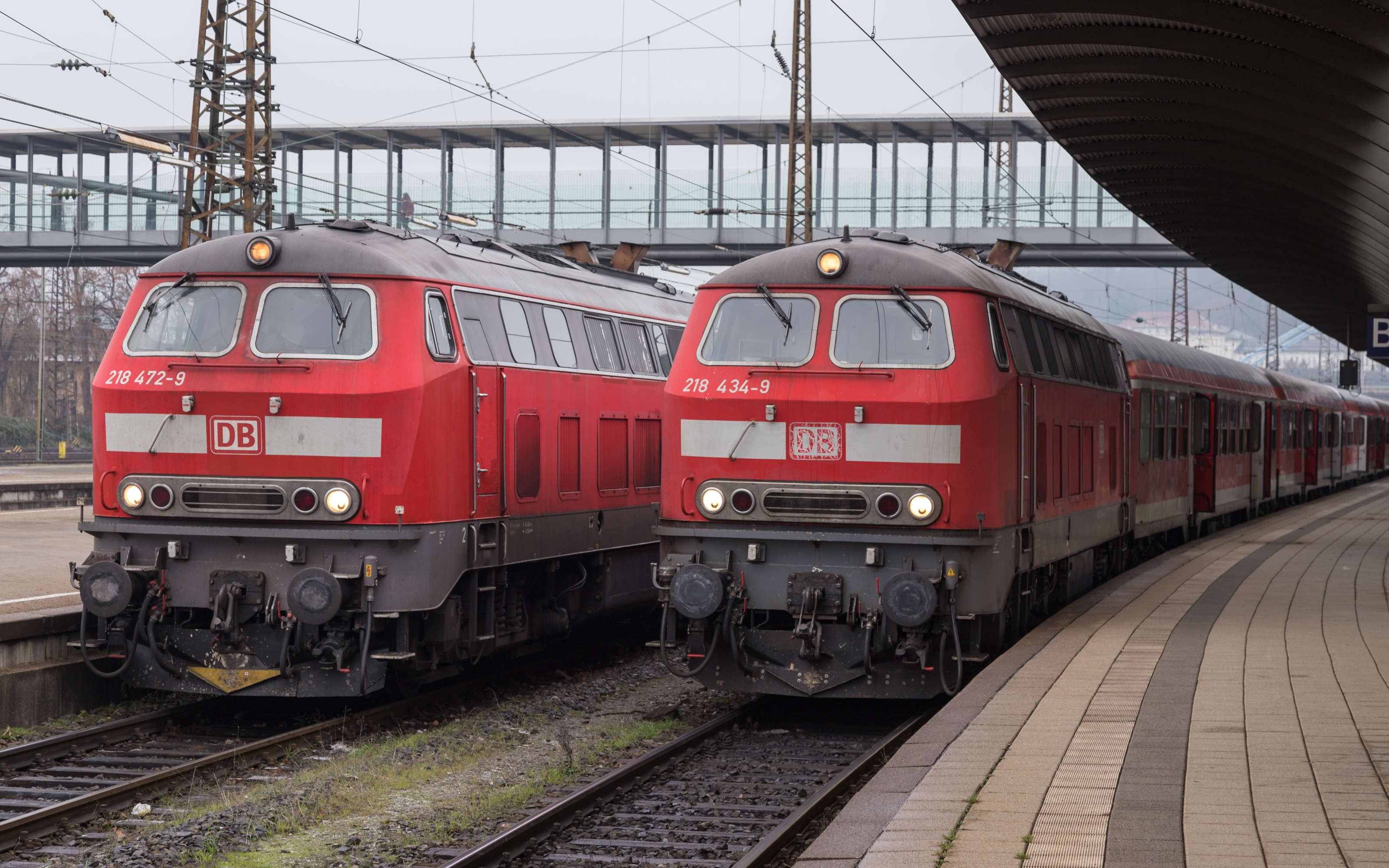
Két mozdony Ulm Hauptbahnhof állomáson
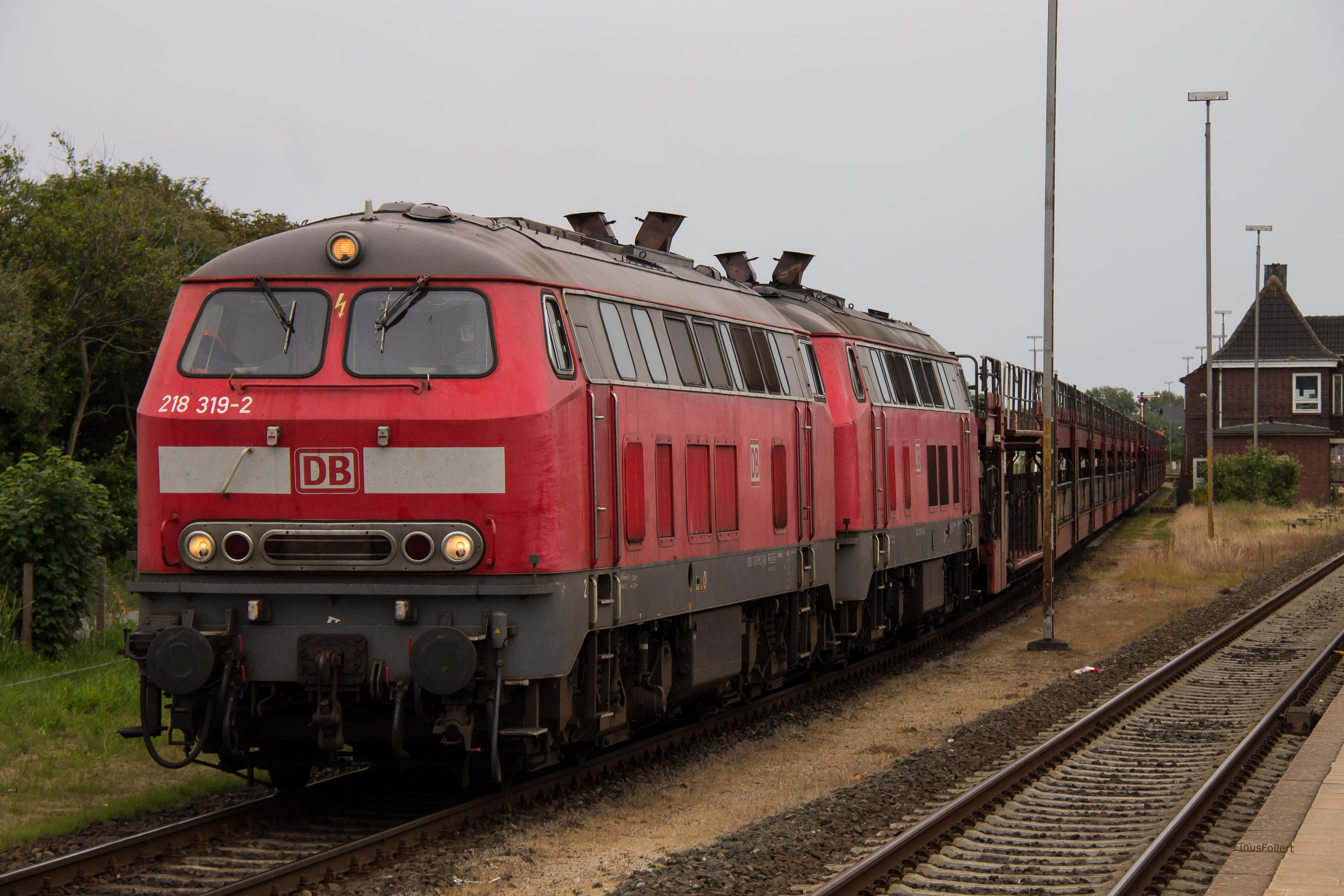
Autószállító vonattal
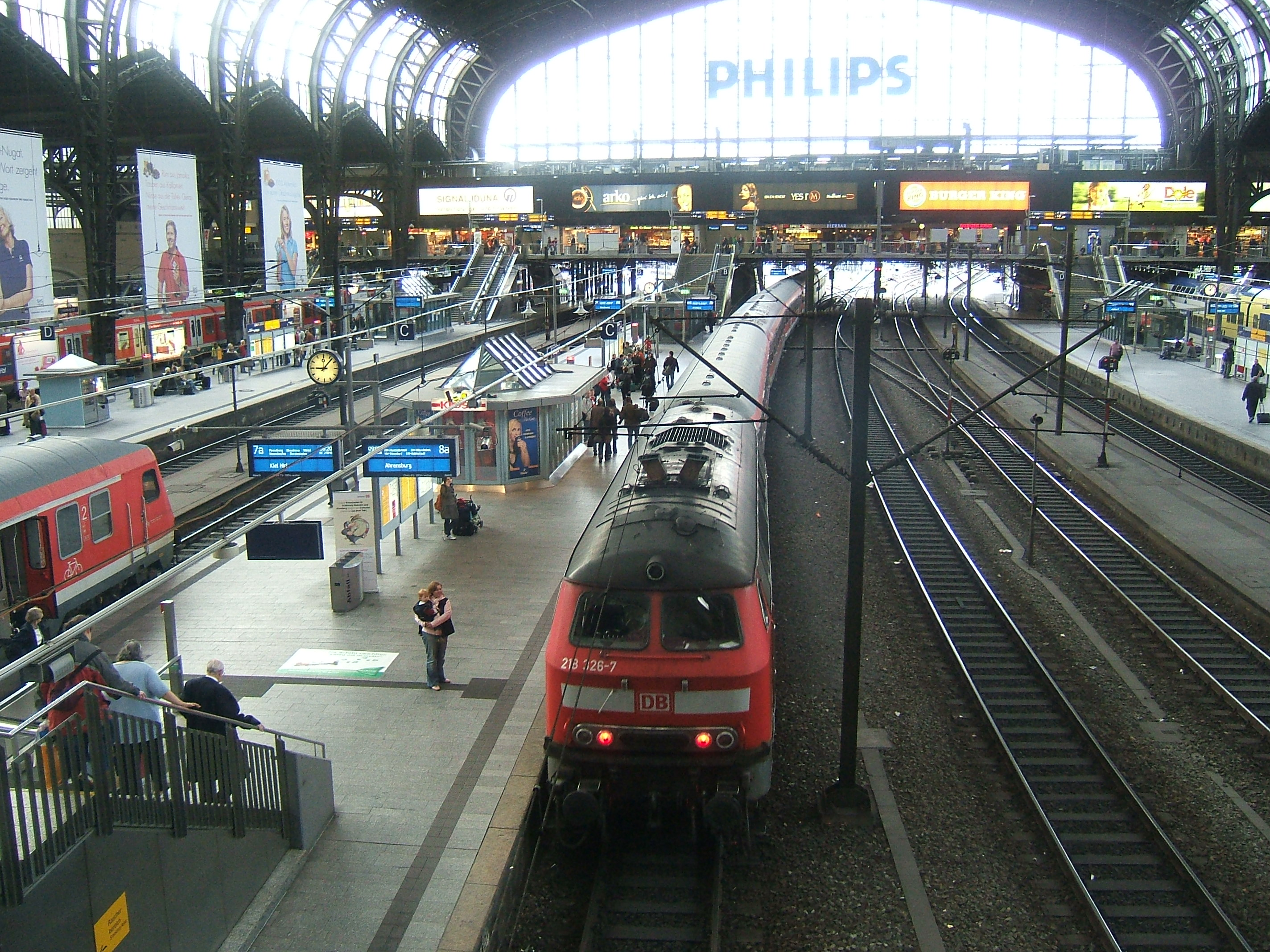
Hamburg Hauptbahnhof állomáson
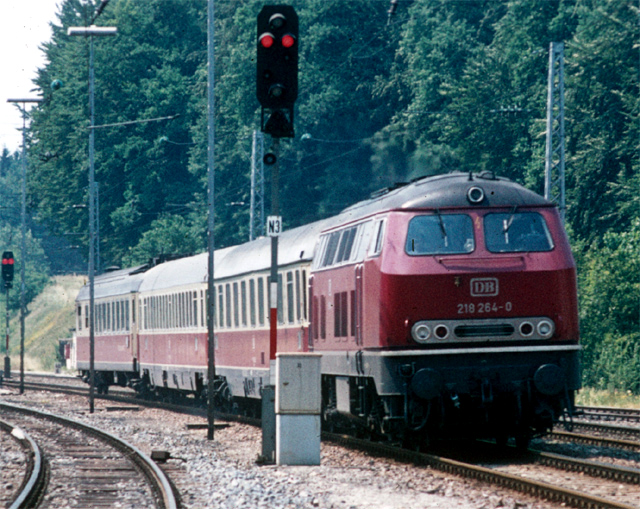
A Zürich-München TEE vonattal
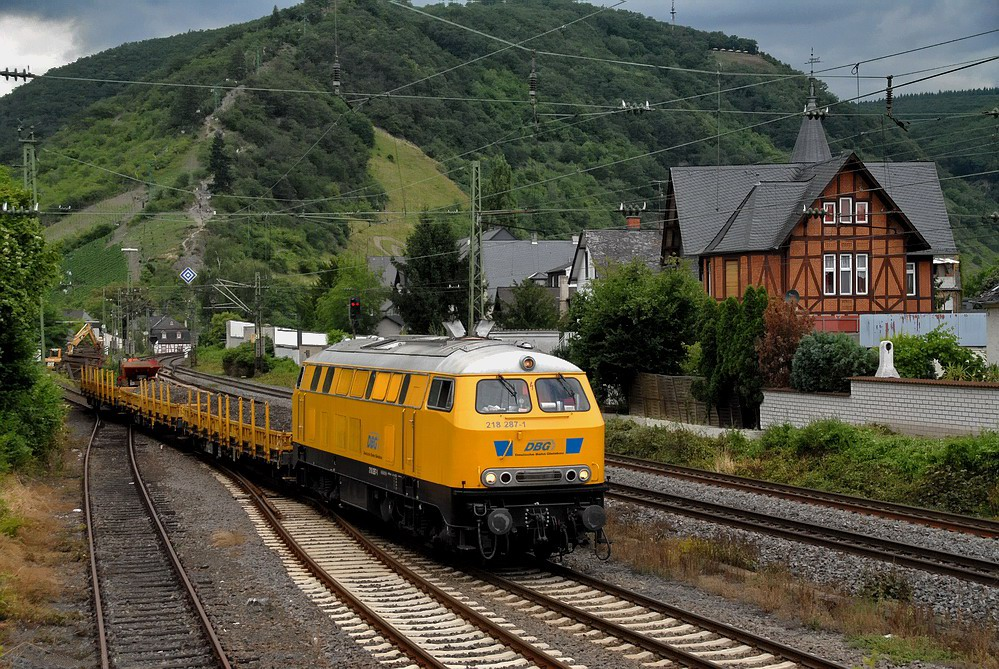
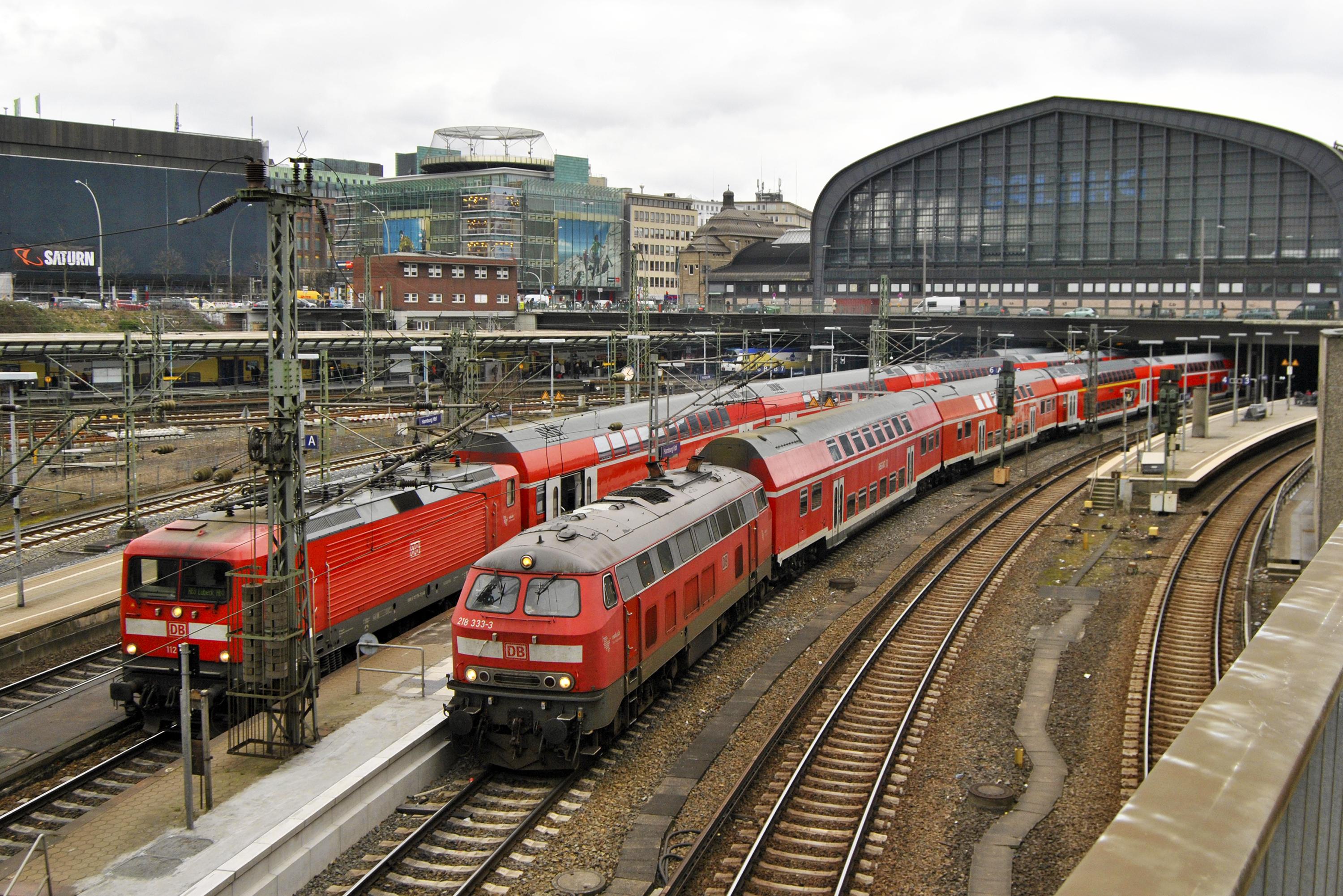
Hamburg Hauptbahnhof állomáson
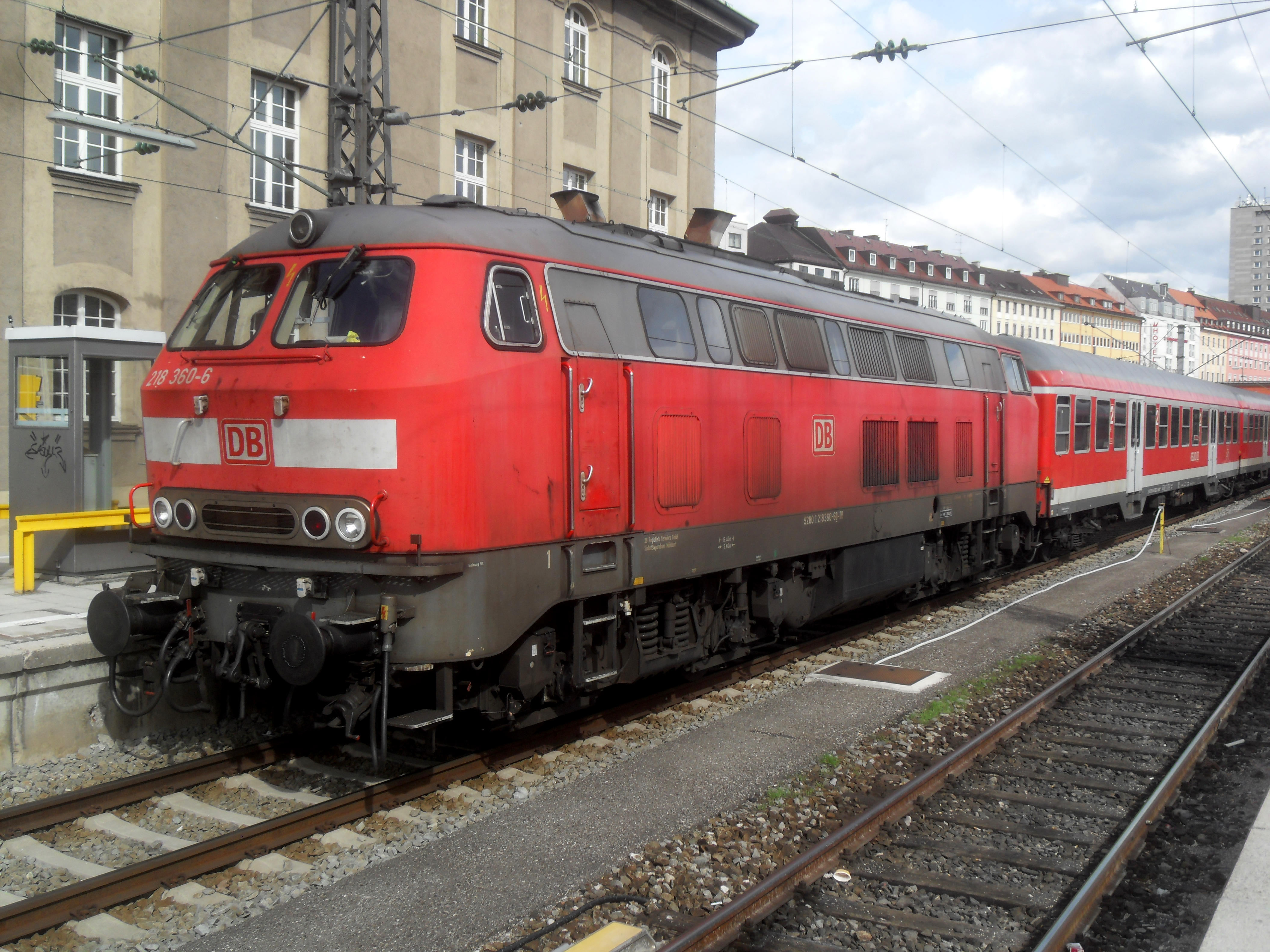
München Hauptbahnhof állomáson
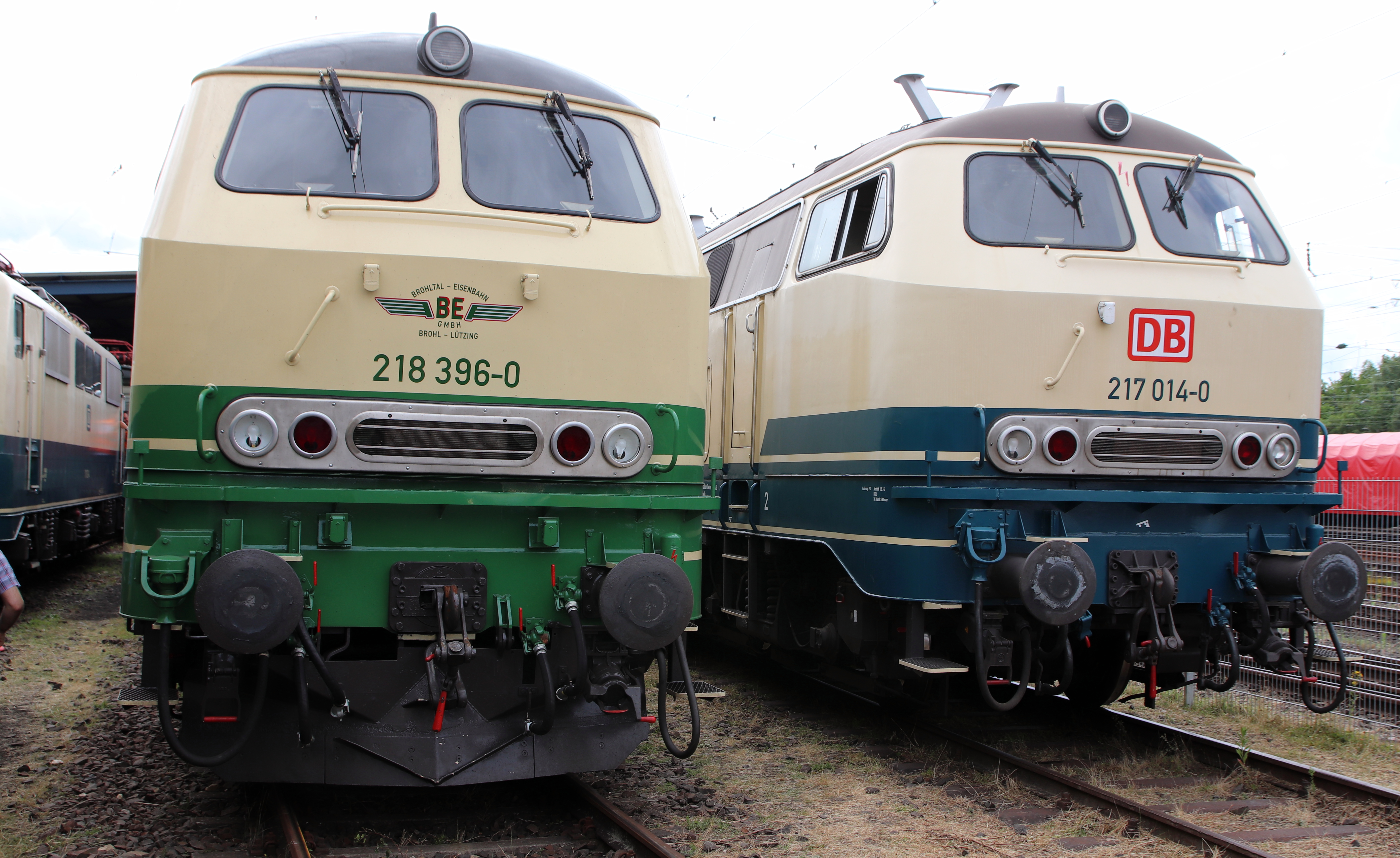
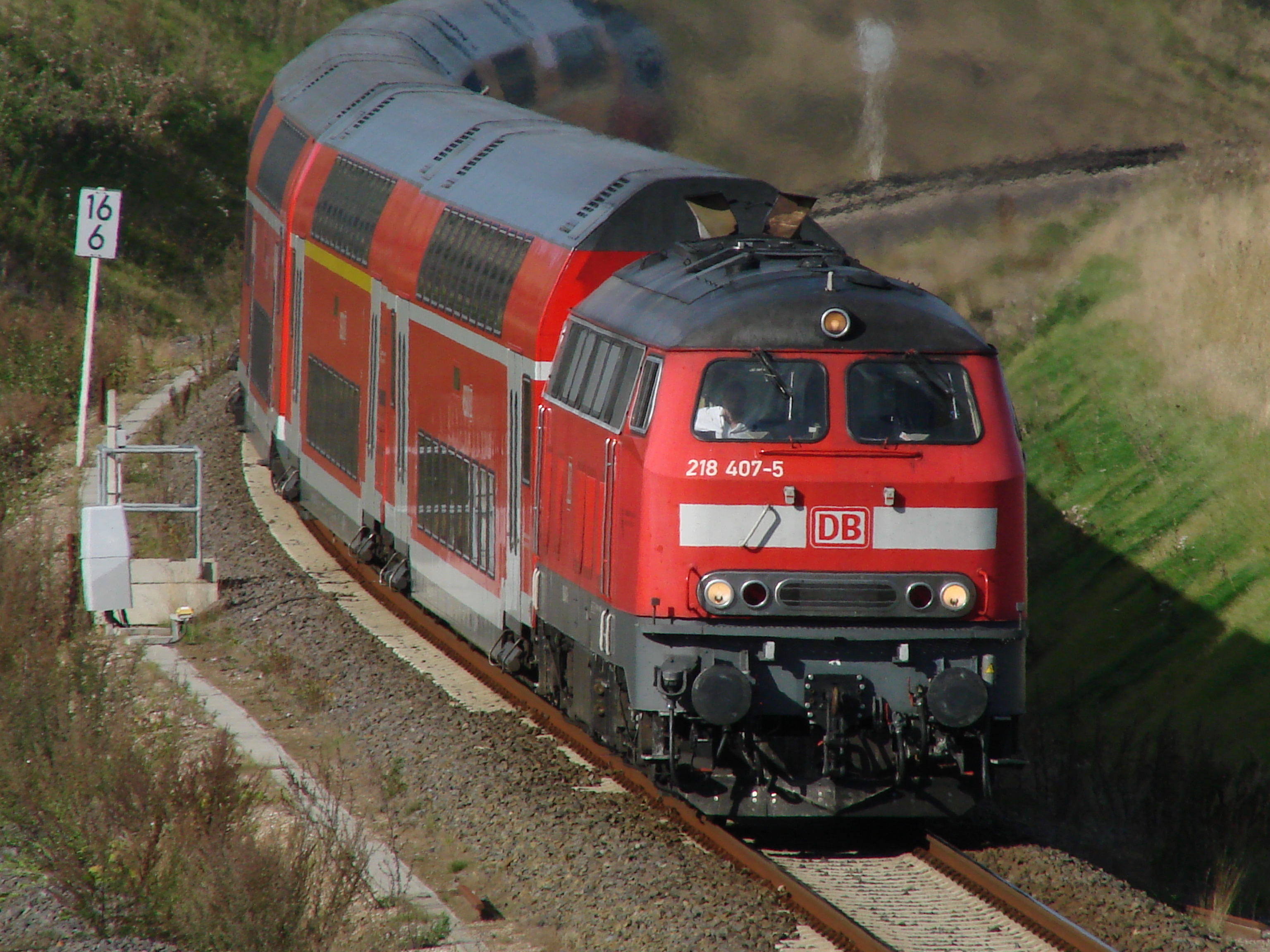
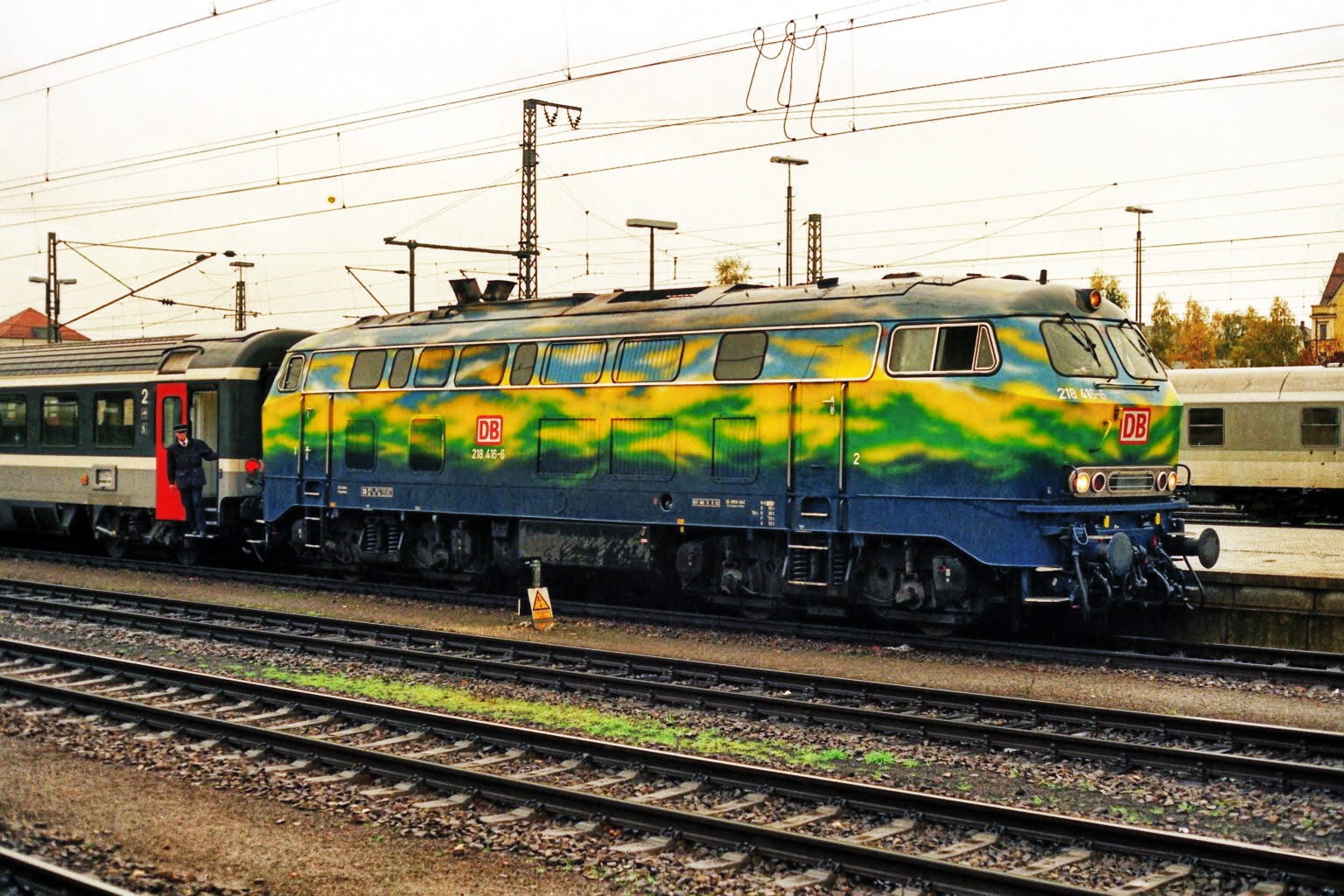
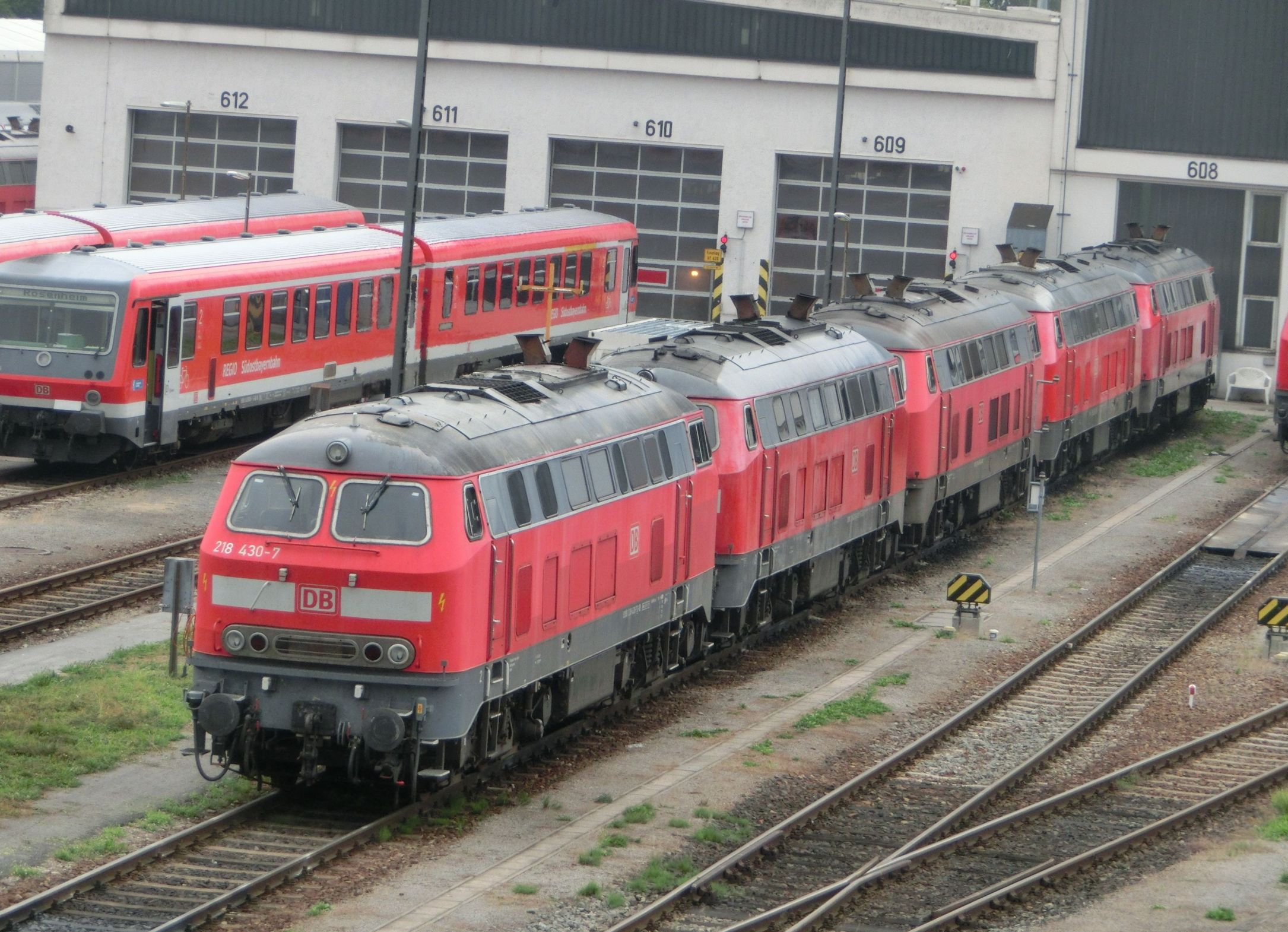
Mozdonyok Mühldorfban
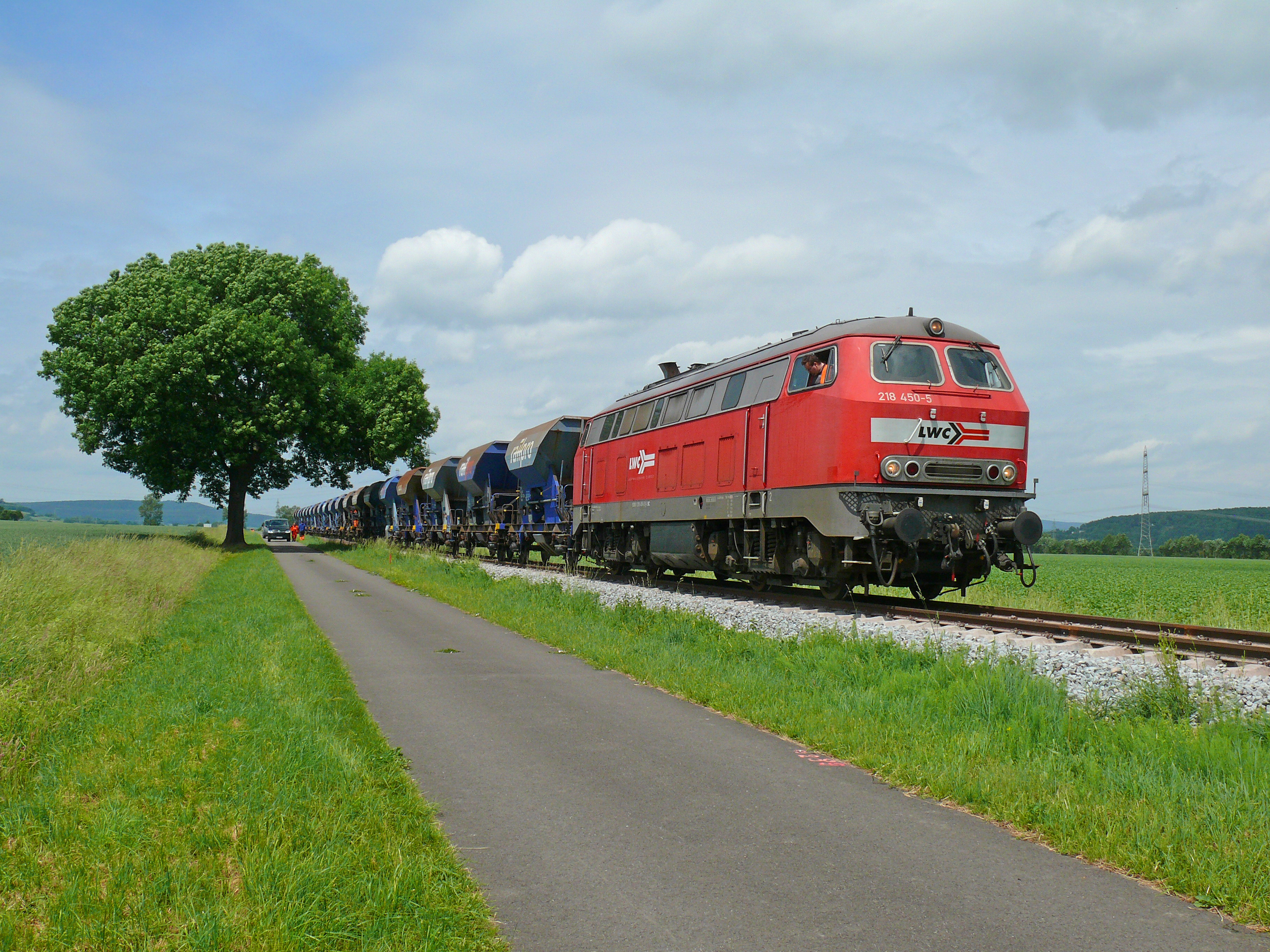
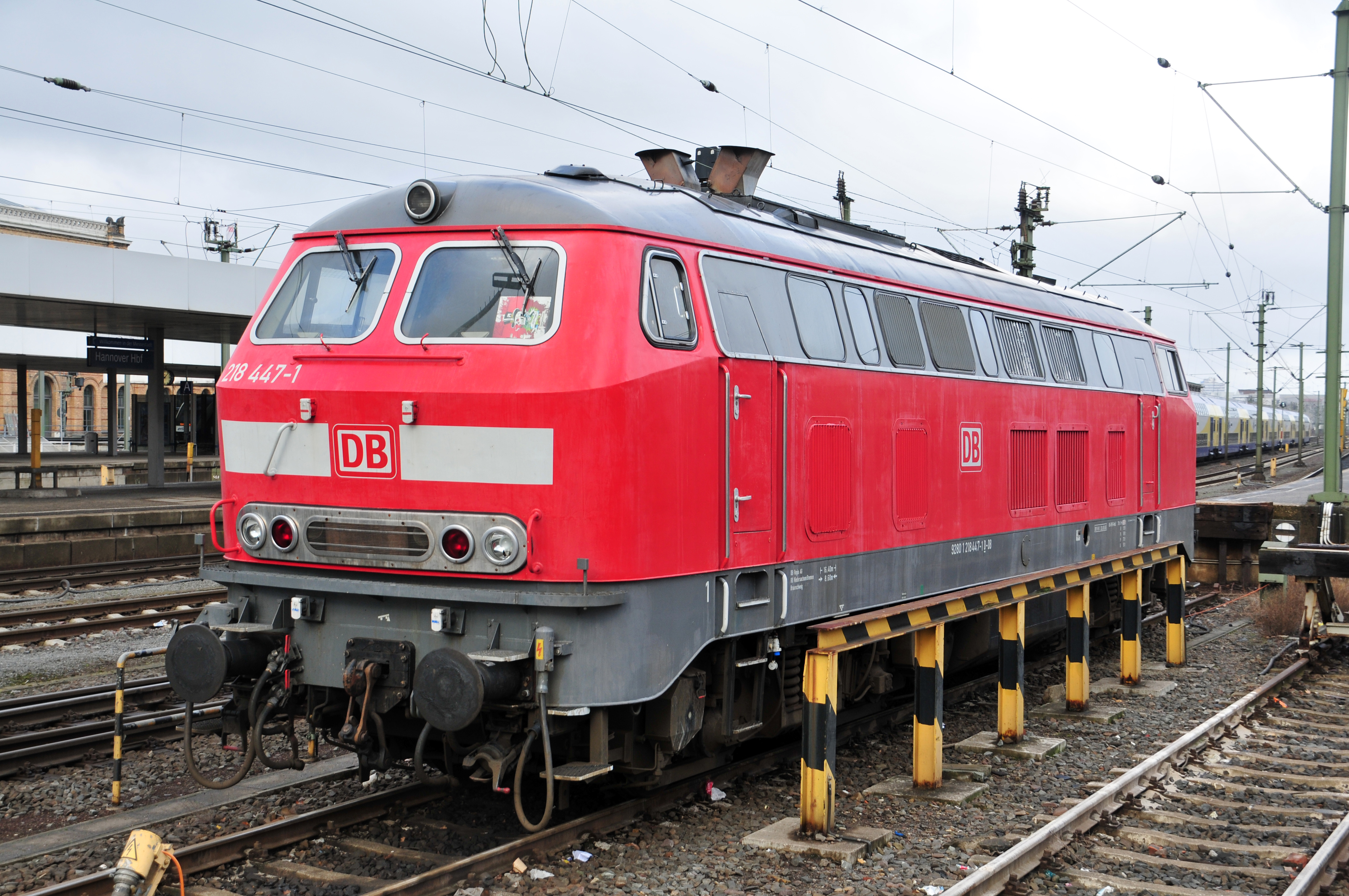
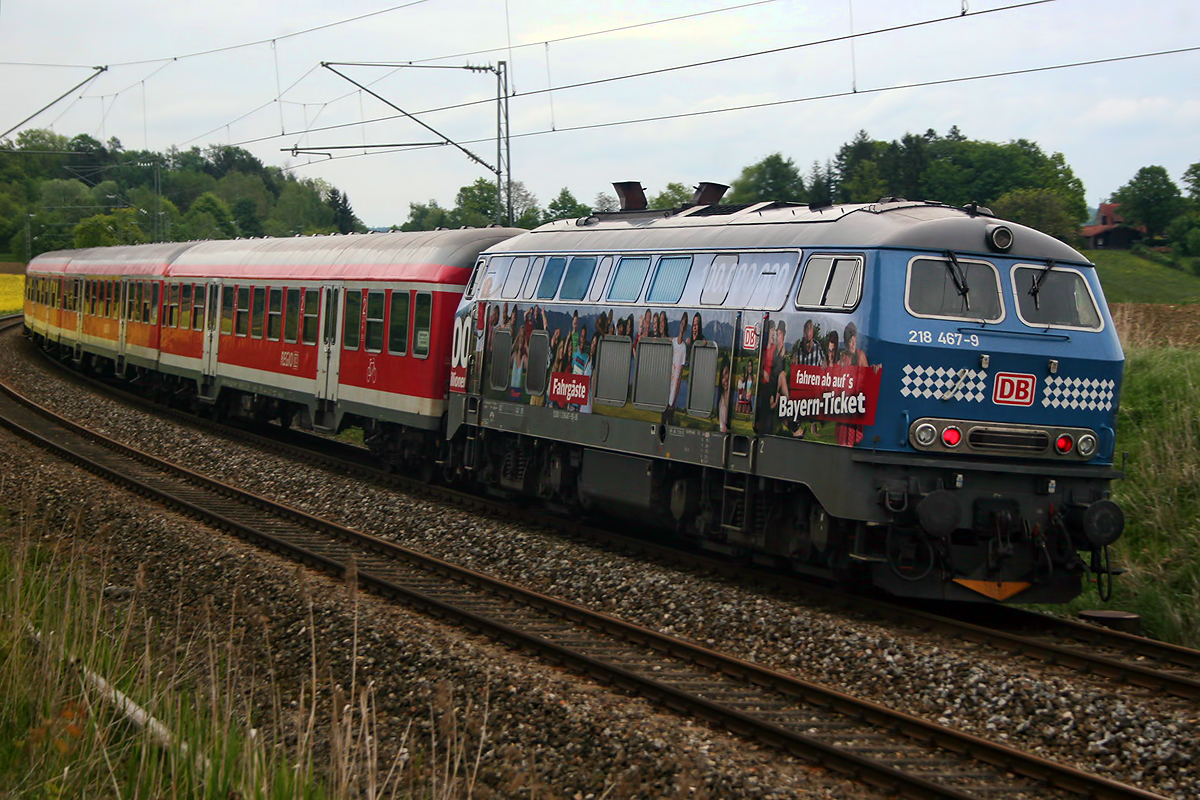
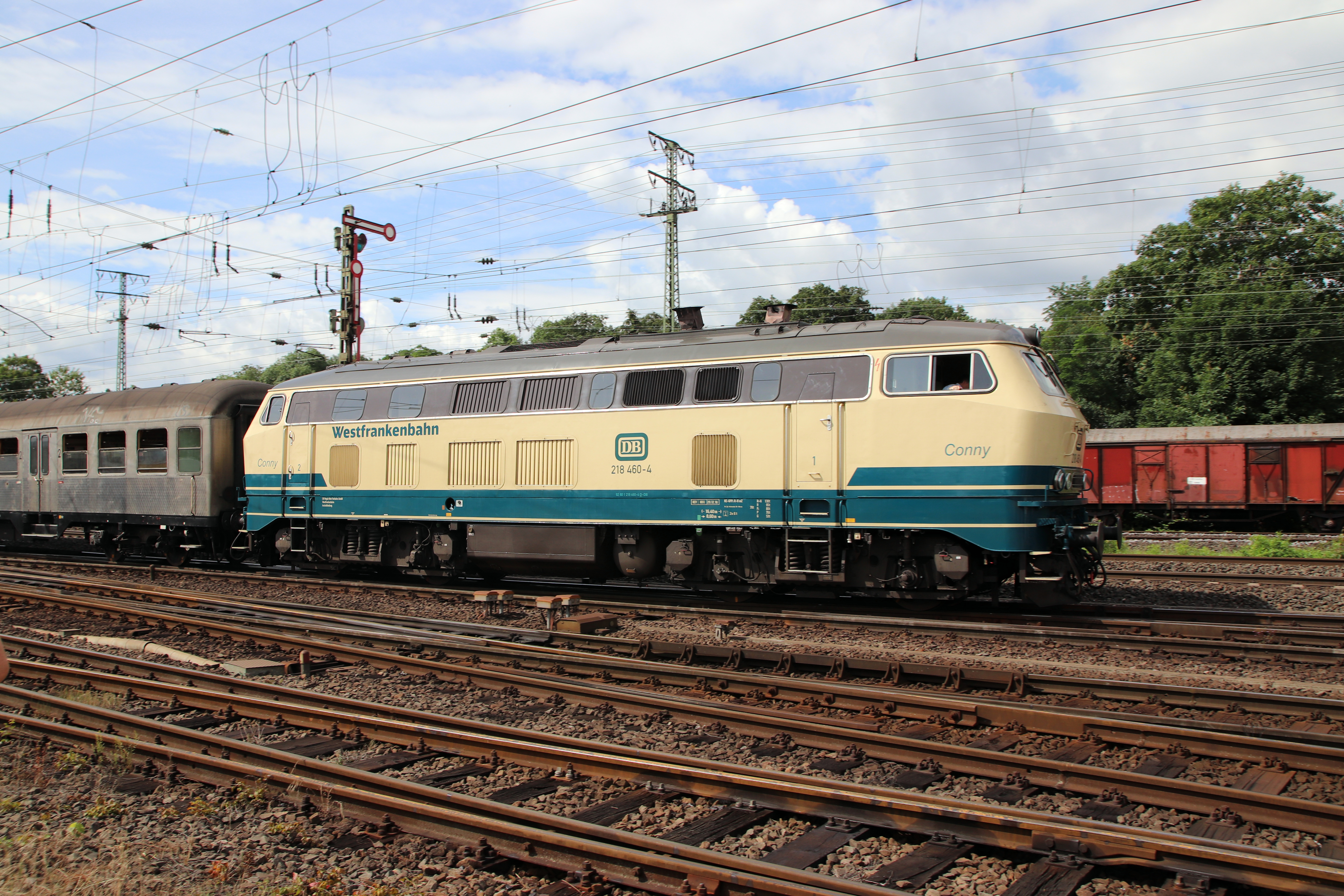

## Videók
- Start einer Baureihe 218
- 2x 218 in München Pasing
- 218 314 nach Buchloe